# West Chester (Iowa)
West Chester es una ciudad ubicada en el condado de Washington en el estado estadounidense de Iowa. En el Censo de 2010 tenía una población de 146 habitantes y una densidad poblacional de 222,81 personas por km².

## Geografía
West Chester se encuentra ubicada en las coordenadas 41°20′24″N 91°49′1″O / 41.34000, -91.81694. Según la Oficina del Censo de los Estados Unidos, West Chester tiene una superficie total de 0.66 km², de la cual 0.66 km² corresponden a tierra firme y (0%) 0 km² es agua.

## Demografía
Según el censo de 2010, había 146 personas residiendo en West Chester. La densidad de población era de 222,81 hab./km². De los 146 habitantes, West Chester estaba compuesto por el 95.21% blancos, el 0.68% eran afroamericanos, el 0.68% eran amerindios, el 0% eran asiáticos, el 0% eran isleños del Pacífico, el 0.68% eran de otras razas y el 2.74% pertenecían a dos o más razas. Del total de la población el 2.05% eran hispanos o latinos de cualquier raza.